# В дни поражений и побед
«В дни поражений и побед» — первая повесть Аркадия Гайдара (тогда ещё Аркадия Голикова), написанная в середине 1920-х годов и посвящённая событиям Гражданской войны на территории Украинской Народной Республики и на юге России. Книга впервые вышла в свет в 1926-м и не переиздавалась до 1959 года.

## История написания
Гайдар начал работать над повестью в Красноярске, когда ещё служил в рядах Красной Армии. На рукописи, хранящейся в ЦГАЛИ, им обозначены даты написания: 1923—1924 год, 23 февраля. На первой странице этой рукописи, в правом верхнем углу, можно видеть пятиконечную звезду с расходящимися от неё лучами — знак, который Гайдар потом ставил на почти всех своих рукописях, а иногда и письмах к друзьям.
Повесть автобиографична, а её первая часть, где рассказывается об учёбе Сергея Горинова на курсах красных командиров и о боях на подступах к Киеву — почти документальна.
Повесть впервые опубликована в 1925 году в ленинградском альманахе «Ковш» в сокращённом варианте. В 1926 году выходит в московском издательстве «Земля и фабрика». Книга ещё не была подписана псевдонимом «Гайдар», на её обложке значилось «Аркадий Голиков».

## Сюжет
В первой части повести рассказывается о боях с бандитскими отрядами на Украине в 1919 году. Сергей Горинов получает от своего друга Николая письмо, в котором тот сообщает, что поступил на Командные курсы Красной Армии, и предлагает Сергею присоединиться. Сергей также поступает на курсы, где встречает Николая и знакомится с Владимиром. Трое друзей оказываются в одном взводе. Курсы переводят в Киев, где Николай навещает свою тётю и знакомится с двоюродной сестрой Эммой. У Сергея появляется подозрение, что начальник курсов, бывший белогвардейский генерал, что-то скрывает. В свою очередь, Николай догадывается, что отсутствующий в городе отчим Эммы Агорский — белый офицер, а его брат, знакомый с начальником курсов, также связан с белыми. Курсантов неоднократно перебрасывают из Киева туда, где ведутся бои с белогвардейскими и анархистскими бандами. Вернувшись в Киев, Сергей и Николай разоблачают начальника курсов и Агорского, которые оказались белогвардейскими шпионами. Однако армии Петлюры и Деникина подходят к Киеву, захватывают город, и курсанты вместе с беженцами покидают его.
Вторая часть посвящена событиям Гражданской войны на юге России, действие происходит через год после начала событий первой части. Во время освобождения Харькова Сергей находит в сумке убитого белогвардейского офицера письмо, посланное с этим офицером семье Красовских в Новороссийске. Позже весной Сергей и его товарищи участвуют в боях близ Батайска. Во время осмотра постов у линии фронта Сергей случайно попадает в плен к белым, однако бежит и скрывается в товарном вагоне. Поезд довозит его до занятого белыми Новороссийска, где Сергей, купив офицерские погоны, поселяется у Красовских, выдав себя за убитого офицера. Узнав, что за сопкой действует партизанский красный отряд, Сергей уходит туда, однако сначала попадает к зелёным (отряд М. Пилюка), где чудом избегает расстрела. Бежав от зелёных и попав в красный партизанский отряд, Сергей проводит там несколько месяцев.
Красная Армия должна вот-вот войти в город, однако белые устраивают засаду партизанам. Когда Сергей с группой бойцов уезжает за хлебом, белые уничтожают партизанский отряд. Вернувшись, Сергей с группой обнаруживают, что их товарищи были расстреляны. Однако Новороссийск захватывают красные.

## Особенности произведения
Это ранняя, во многом ученическая повесть, имеющая целый ряд недостатков с литературной точки зрения. Причиной этого была не только литературная неопытность автора, но и однобокость его жизненного опыта, будучи участником Гражданской войны начиная с детско-подросткового возраста, он попросту не имел опыта взрослой мирной жизни.
С точки зрения сюжета (и биографии Гайдара) предысторией этой повести можно считать написанную им позднее «Школу». Герой «Школы» Борис Гориков — это, фактически, Сергей Горинов в более раннем возрасте (в любом случае, прототипом и того и другого был сам автор — Аркадий Гайдар — Голиков, на что указывает и созвучие всех трёх фамилий).

## Реакции и отзывы
Константин Федин, прочитав рукопись, сказал Гайдару «Писать вы не умеете, но писать вы можете и писать будете». Повесть вызвала споры среди читателей и критиков. Одни (Константин Федин, Михаил Слонимский, Сергей Семёнов) хвалили искренность книги, увидели в ней талант, требующий поддержки, хотя и отмечали несовершенство с литературной точки зрения. Другие, к примеру, Борис Анибал, критиковали за непрорисованные характеры, сбивчивость сюжета и приверженность литературным штампам.

## Влияние
Внук писателя, политик и экономист Егор Гайдар, назвал книгу своих мемуаров «Дни поражений и побед».